# Aldi Suisse

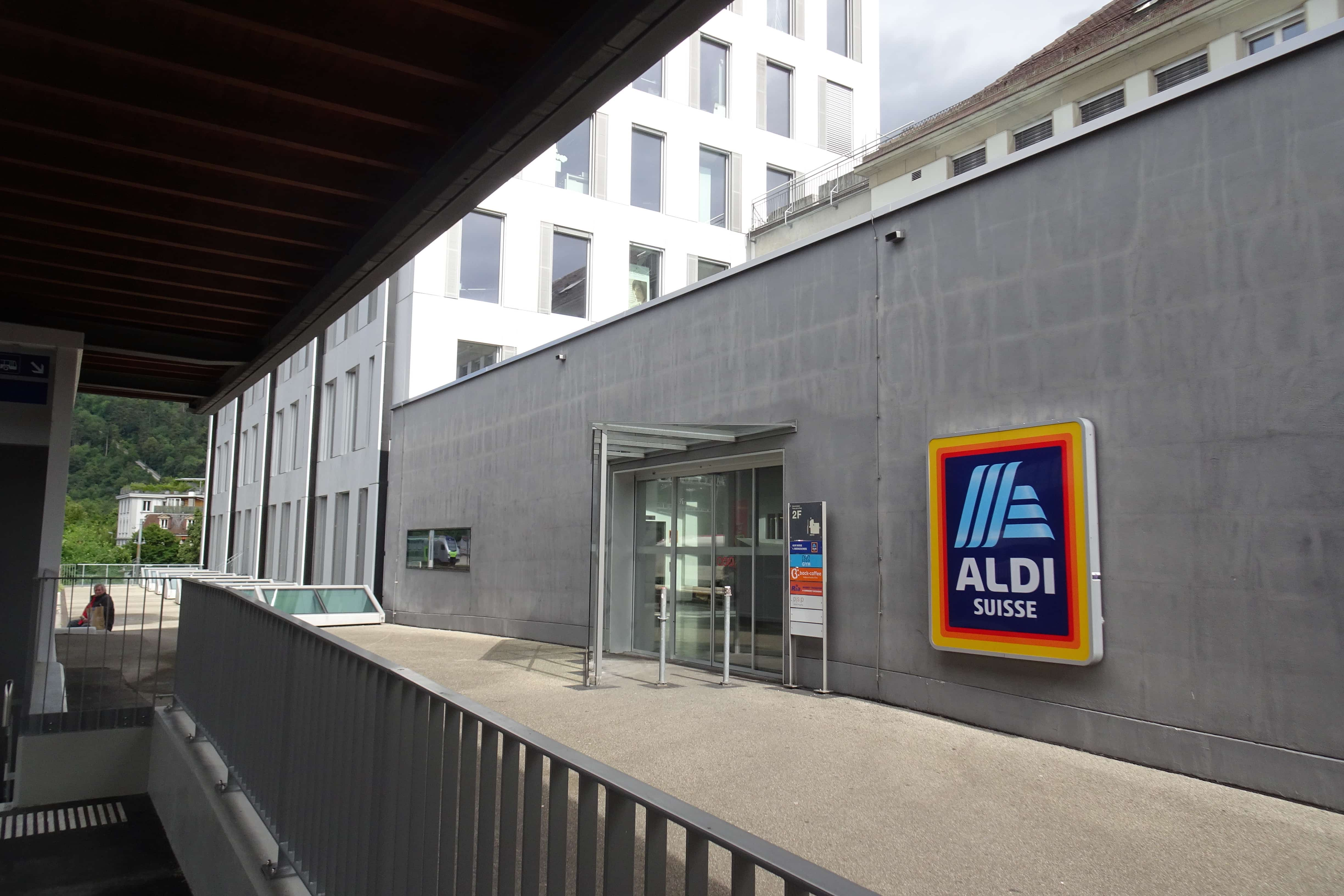
Logo von Aldi Suisse beim Bahnhof Biel

Die Aldi Suisse AG (Eigenschreibweise ALDI SUISSE AG) ist ein Schweizer Detailhandelsunternehmen mit Hauptsitz in Jonschwil/Schwarzenbach und gehört zur Unternehmensgruppe Aldi Süd/Hofer S/E. Aldi Suisse gehört zu den 100 grössten Unternehmen in der Schweiz.

## Geschichte
Die ersten vier Discounter wurden am 27. Oktober 2005 in Weinfelden, Amriswil, Altenrhein SG und Gebenstorf eröffnet. Einem Artikel der Weltwoche zufolge kam Aldi erst 2005 in die Schweiz, weil Denner-Gründer Karl Schweri mit dem Aldi-Süd-Gründer Karl Albrecht  befreundet war. Im Gegensatz zu den anderen länderspezifischen Ablegern setzt Aldi Suisse auf Verkaufsflächen von 1000 m² mit einem Sortiment von ca. 1300 Artikeln.
2007 wurde die 50. Filiale eröffnet.
Im Jahr 2007 stieg Aldi Suisse unter dem Namen Aldi Suisse Tours und in Zusammenarbeit mit Eurotours International in die Reise-Direktvertriebs-Branche ein. Im Herbst 2007 wurde mit Salut! mobile eine Prepaid-Mobilfunkmarke auf dem Markt gebracht. Später wurde diese umbenannt in Aldi Suisse Mobile, Vertragspartner und Anbieter ist dabei Sunrise. 2008 wurde ein Verteilzentrum in Domdidier im Kanton Freiburg eröffnet.
2009 wurde die 100. Filiale eröffnet.
Im Jahr 2009 wurde in Schwarzenbach mit dem Bau des neuen Hauptsitzes mit angeschlossenem Verteilzentrum begonnen. 2012 wurde dann der Hauptsitz bezogen, welcher bisher in Embrach im Kanton Zürich angesiedelt war. Das Verteilzentrum ist mit Diesel-Notstromaggregaten und einer hauseigenen Tankstelle ausgestattet. Die Lagerkapazität für Diesel beträgt insgesamt 240'000 Liter. 2012 betrug der Umsatz schätzungsweise 1,65 Milliarden Franken.
Aldi Suisse bot als erstes Unternehmen der gesamten Gruppe das bargeldlose Bezahlen an. Im Mai 2014 wurden in allen Filialen von Aldi Suisse NFC-fähige Kassenterminals eingeführt. Des Weiteren wurden alle Filialen mit Sammelstellen für Getränkekartons, Plastikflaschen, PET-Flaschen, Batterien, Leuchtmittel, CDs, DVDs, elektrische und elektronische Geräte ausgestattet, was zum damaligen Zeitpunkt ein Novum in der Schweiz war. 2016 wurde ein Verteilzentrum in Perlen im Kanton Luzern eröffnet.
Aldi Suisse war im Jahr 2015 nach Migros, Coop, Denner und Manor der fünftgrösste Detailhändler der Schweiz und beschäftigte rund 3000 Mitarbeiter. Im gleichen Jahr erwirtschaftete Aldi Suisse 1,42 Milliarden Euro (umgerechnet 1,52 Milliarden Franken) Nettoumsatz. Das macht im Durchschnitt 8,4 Millionen Franken pro Filiale.
Im März 2019 wurde die 200. Filiale eröffnet.
Aldi Suisse zahlt einen deutlich höheren Mindestlohn als etwa Migros und Coop. Im Februar 2020 wurde auf dem Dach des Verteilzentrums Perlen die in der Schweiz bis anhin grösste auf einem einzelnen Dach installierte Photovoltaikanlage in Betrieb genommen. Investorin des Projektes ist die Beteiligungsgesellschaft Aventron AG. Per Oktober 2020 wurde der Geschäftsführer Timo Schuster durch Jérôme Meyer ersetzt.
Im Jahr 2020 konnte Aldi Suisse den Umsatz mit Bio-Lebensmitteln um 55 Prozent steigern. Im Jahr 2022 lancierte Aldi Suisse das Bio-Label Retour aux sources, welches teilweise über die Anforderungen von Bio Suisse und Demeter Schweiz hinausgeht. Zum Beispiel wird das Bio-Gemüse bei Aldi Suisse nicht mehr mit Schlachtabfällen gedüngt, wie das Unternehmen im Jahr 2023 kommunizierte. Im Jahr 2022 lancierte Aldi Suisse die Produktlinie Saveurs Suisses mit dem Gütesiegel regio.garantie des Vereins Schweizer Regionalprodukte zur Kennzeichnung von regionalen Produkten. Darüber hinaus wurde per Anfang 2023 Flugobst/-gemüse komplett aus dem Sortiment genommen.
Im Jahr 2021 begann ein Test mit einer Selfscanning-App, und mit Aldi Now wurde der Weg ins Online-Supermarkt-Geschäft beschritten. In Zusammenarbeit mit Annanow wurde vorerst in der Region Zürich ausgeliefert, weitere Städte folgten. Im gleichen Jahr wurde in der Shopping Arena St. Gallen, einem Anbau des Kybunparks in St. Gallen, die bisher grösste Aldi-Filiale in der Schweiz eröffnet. Die Ladenfläche beträgt rund 1400 m² und hat ein Angebot von rund 1800 Artikeln. 2023 wurde in Stans die erste Filiale im Kanton Nidwalden eröffnet. Ende Oktober 2023 wurde eine Filiale im Glattzentrum eröffnet, dem umsatzstärksten Einkaufszentrum der Schweiz.
Im April 2024 hat Aldi Suisse in rund einem Drittel der Filialen Die faire Milch ins Sortiment aufgenommen. Im Januar 2025 wurde bekannt, dass die Schweizerischen Bundesbahnen erstmals dauerhaft eine Ladenfläche an Aldi Suisse vermieten wird. Dies im Bahnhof Basel SBB, wo bis Ende April 2026 noch ein Coop-Pronto-Laden eingemietet ist.
Aldi Suisse ist Mitglied der Swiss Retail Federation und dort mit Jérôme Meyer, dem Geschäftsführer von Aldi Suisse, im Vorstand vertreten.

## Sponsoring
Im Sponsoring unterstützt(e) Aldi Suisse bisher u. a. den Schwinger Remo Käser und die Leichtathletin Salomé Kora, welche jeweils als Markenbotschafter fungier(t)en.

## Kritik
- Im Jahr 2019 wurde die Entsorgung kritisiert. Lebensmittel würden samt Verpackung in Biogasanlagen entsorgt, von wo aus der durch Mikroplastik belastete Gärrest auf den Feldern landet.[42] Nach eigenen Angaben engagiert sich Aldi Suisse gegen Lebensmittelverschwendung, worin Kritiker jedoch Grünfärberei vermuten, wie reichhaltige Funde beim Containern nahelegen.[43]

- Der WWF Schweiz hat die Nachhaltigkeitswerte von elf Milchproduktionsstandards verglichen. „aldi Fairmilk“ erfüllte dabei nur 33 % oder weniger der inhaltlichen Kriterien.[44] Aldi Suisse hat diese Milch 2017 ins Sortiment aufgenommen.[45]